# Sylvie Gaudin
Sylvie Marie Christine Gaudin (* 19. Juni 1950 in Boulogne-Billancourt, Département Seine; † 27. Mai 1994 in Paris) war eine französische Malerin und Glasmalerin. Sie ist die Urenkelin des bekannten Glasmalers Félix Gaudin.

## Familie
Sylvie Gaudin stammt aus einer Familiendynastie von Glasmalern. Sie ist die Tochter von Pierre Gaudin (1908–1973), der wiederum Sohn von Jean Gaudin (1879–1954) ist und Jean ist der Sohn von Félix Gaudin (1851–1930) und Marie Wetzel (1882–1970).

## Leben
Sylvie Gaudin studierte an der Académie Julian in Paris und danach ab 1969 an der École supérieure d’arts graphiques (Paris). Als 1973 ihr Vater starb, übernahm sie seine Werkstatt in der Rue de la Grande-Chaumière im 6. Arrondissement von Paris.
Sie arbeitete als Restauratorin alter Bleiglasfenster und entwarf auch Kartons als Vorlage für neue Fenster. Ihr erster großer Auftrag war 1977 die Restaurierung der Fenster (16. Jahrhundert) aus der durch Bomben im Zweiten Weltkrieg zerstörten Kirche Saint-Romain in Rouen. Diese wurden in der neu errichteten Kirche Sainte-Jeanne-d’Arc de Rouen wiederverwendet.
Ihre eigenen Entwürfe sind geprägt durch figurative und symbolische Elemente und der Benutzung von Grisaillemalerei. Trotz ihres frühen Todes hinterließ sie ein beachtliches Werk. Sie starb am 27. Mai 1994 im Alter von 43 Jahren in Paris.

## Werke (Auswahl)

### Kathedralen
- Kathedrale von Rouen, Fenster der Kapellen Saint-Pierre und Saint-Paul (1981)
- Kathedrale von Beauvais, Fenster des Chorumgangs und des nördlichen Seitenschiffs (1986–1990)
- Kathedrale von Coutances, obere Fenster des südlichen Querhauses (1992–1993)

### Kirchen
- Kirche St-Gervais-St-Protais in Paris, Fenster der südlichen Chorkapellen
- Kirche Sainte-Maure in Sainte-Maure (Département Aube), zentrales Apsisfenster (1985)
- Collégiale Notre-Dame de Melun in Melun, hl. Michael, hl. Nikolaus u. a. (1986)
- Kirche Saint-Joseph in Pontivy, 11 figürliche Fenster (um 1992)
- Kirche Saint-Félix in Polisy (Département Aube), Fenster des südlichen Seitenschiffs (1994–1995)
- Collégiale Notre-Dame des Andelys in Les Andelys, Fenster mit Noah (1994)
- Collégiale Notre-Dame d’Écouis in Écouis (Département Seine-Maritime), Entwurf von 11 figürlichen Fenstern (1994), ausgeführt von Michel Blanc-Garin (1996–1999)

### Kapellen
- Kapelle Saint-Éloi in Saint-Nicolas-du-Pélem (Département Côtes-d’Armor)